# Zbigniew Szkutnik
Zbigniew Szkutnik (ur. 29 grudnia 1956 w Stalowej Woli) – prof. AGH, polski matematyk. Pochodzi z Zarzecza koło Niska.

## Działalność naukowa
Absolwent LO im. Stefana Czarnieckiego w Nisku (1975). Następnie ukończył matematykę stosowaną na Akademii Górniczo-Hutniczej w Krakowie (magister inżynier, 1980). Doktorat uzyskał na Uniwersytecie Wrocławskim (1988), a habilitację na Politechnice Wrocławskiej (2003).
Autor kilkudziesięciu publikacji w renomowanych czasopismach naukowych (około 20 z listy filadelfijskiego Instytutu Informacji Naukowej).
Recenzent prac dla czasopism: „Annals of the Institute of Statistical Mathematics”, „Journal of Multivariate Analysis”, „Metrika”, „Probability and Mathematical Statistics”, „Test, Control and Cybernetics”, „Opuscula Mathematica” oraz dla Wydawnictw Naukowo-Technicznych. Redaktor „Opuscula Mathematica” w latach 2003–2008.
Współpracował z instytutami fizyki wysokich energii DESY (Hamburg) 1990–1996 oraz CERN (Genewa) 1997–1999, dotycząca metod gromadzenia i analizy danych eksperymentalnych. Jest wykładowcą na Wydziale Matematyki Stosowanej AGH. Pracuje w Katedrze Analizy Matematycznej, Matematyki Obliczeniowej i Metod Probabilistycznych.
Dorobek naukowy Zbigniewa Szkutnika koncentruje się w zakresie statystyki matematycznej, stochastycznych problemów odwrotnych, metod obliczeniowych fizyki wysokich energii i zastosowań matematyki. Do najważniejszych wyników naukowych Zbigniewa Szkutnika należą:
- Zbadanie asymptotycznych efektów dyskretyzacji w poissonowskich problemach odwrotnych i konstrukcja ich rozwiązań o minimaksowych tempach zbieżności („Journal of the American Statistical Association” 2003, „Journal of Multivariate Analysis” 2005),
- wprowadzenie pojęcia rozkładów lewostronnie ograniczonych i ich charakteryzacja w terminach grup przekształceń, oraz związana z tym konstrukcja optymalnych testów zgodności i ich wersji odpornych („Annals of Statistics” 1988 i 1992).

## Nagrody
- Srebrny Krzyż Zasługi
- Medal Komisji Edukacji Narodowej[3]
- Nagroda Ministra Edukacji Narodowej za działalność naukową w 1989 roku.